# Areio
Nella mitologia greca,  Areio secondo una delle versioni del mito era uno dei partecipanti alla spedizione dedita al recupero del vello d'oro.

## Il mito
Areio rientra nell'annovero posto da Apollonio Rodio, di coloro che spinti dall'entusiasmo di Era, la moglie di Zeus, risposero all'appello degli araldi mandanti in tutta la Grecia per il recupero dell'oggetto sacro. Fu dunque uno degli argonauti, ubbidì silente al loro comandante Giasone e non si distinse nel viaggio per impresa o altro.

### Fonti
- Apollonio Rodio, Le argonautiche,

### Moderna
- Anna Ferrari, Dizionario di mitologia, Litopres, UTET, 2006, ISBN 88-02-07481-X.